# Lód (cyberpunk)
Lód, także LOD, logiczne oprogramowanie defensywne (ang. ICE, intrusion countermeasures electronics) – termin używany głównie w literaturze cyberpunkowej, odnoszący się do oprogramowania strzegącego systemów komputerowych i zbiorów danych przed niepowołanym dostępem, głównie ze strony hakerów. Program służący do przełamywania tych barier to analogicznie lodołamacz (ang. icebreaker). Tak zwany czarny lód to najbardziej zaawansowane i trudne do sforsowania zabezpieczenia, mogące spowodować nawet śmierć atakującego system hakera (gdy jest on podłączony do sieci przez interfejs domózgowy). Czarny lód może być zarządzany przez sztuczne inteligencje.
Termin został spopularyzowany przez Williama Gibsona w jego książce Neuromancer, ale wymyślił go Tom Maddox.
W cyberprzestrzeni (rzeczywistość wirtualna) oprogramowanie to jest zwykle wizualizowane w postaci murów z lodu, kamienia czy metalu.
Mimo że współcześnie istnieją odpowiedniki LOD-u (np. zapory sieciowe i pochodne), sam termin ICE (i jego odpowiedniki w innych językach) nie przyjął się w języku potocznym (w przeciwieństwie do cyberprzestrzeni) wraz z upowszechnianiem się Internetu i związanych z nim zagadnień. Wiąże się to z faktem, że oryginalna nazwa, zawierająca słowo electronics (elektronika), jest nie do końca trafna – oprogramowanie to informacja, podczas gdy elektronika, czyli sprzęt komputerowy, to tylko jej nośnik. Niemniej, termin ICE (i jego tłumaczenia) jest wciąż używany w fantastyce naukowej, np. w anime Cyber City Oedo 808 czy grze komputerowej Deus Ex.
W świecie rzeczywistym termin ICE został zaadaptowany na przykład przez producentów oprogramowania (Black ICE) i w kryptografii jako Information Concealment Engine.